# Петруня, Сергей Александрович
Сергей Александрович Петруня (род. 4 апреля 1973, Волгоград) — советский, российский и украинский футболист, полузащитник. Мастер спорта. Тренер.

## Игровая карьера
В чемпионате СССР дебютировал в 1990 году в составе «Звезда» (Городище). В том же году перешёл в «Текстильщик» (Камышин). В 1991 году находился в расположении киевского «Динамо» но в высшей лиге СССР матчей не сыграл.
С 1992 года выступал в николаевском «Эвисе». В составе команды 27 марта 1992 в игре против запорожского «Металлурга» (0:2) дебютировал в высшей лиге чемпионата Украины. Всего в николаевском клубе провёл 81 матч, становился серебряным призёром первой лиги (1993/94). В 1995 году некоторое время провёл в «Текстильщике».

## Тренерская карьера
Работал тренером детских команд в Центре подготовки волгоградского «Ротора». С 2016 года главный тренер ЦПСР Волгоград.